# Mathias Schober
Mathias Schober (ur. 8 kwietnia 1976 w Marl) – piłkarz niemiecki grający na pozycji bramkarza.

## Życiorys
Schober rozpoczął swoją piłkarską karierę w klubie Germania Lenkerbeck. Kolejne przystanki w jego karierze to inne amatorskie zespoły takie jak TuS 05 Sinsen i SpVgg Marl. W 1990 roku jako 14-latek trafił do piłkarskiej szkółki FC Schalke 04, a już w 1994 roku został włączony do kadry pierwszego zespołu. Na debiut w Bundeslidze musiał jednak czekać prawie 3 lata, a nastąpiło to 24 maja 1997 roku. W meczu tym Schalke przegrało w Gelsenkirchen 0:2 z SC Freiburg, a Schober w 76. minucie meczu zmienił Jensa Lehmanna. Przez kolejne lata nie miał jednak szans na grę w wyjściowej jedenastce Schalke, gdyż pozycja Lehmanna była niepodważalna. W sezonie 1996/1997 oprócz debiutu nie wystąpił w żadnym spotkaniu, a oba finałowe mecze Pucharu UEFA z Interem Mediolan przesiedział na ławce rezerwowych, toteż nie miał udziału w zdobyciu tego trofeum. Kolejne występy w lidze zaliczył w sezonie 1998/1999, gdy rywalizował o miejsce w składzie z Oliverem Reckiem. Przez 2 lata zaliczył łącznie 24 występy ligowe.
Latem 2000 Schober odszedł do Hamburger SV, w którym spędził jeden sezon, ale pierwszym golkiperem hamburskiego klubu był Hans-Jörg Butt. W 2001 roku Mathias trafił do Hansy Rostock, w której wreszcie zaczął występować w pierwszym składzie. Przez kolejne sezony jego pozycja w zespole ze wschodnich Niemiec była niepodważalna, ale w 2005 roku Hansa opuściła niemiecką ekstraklasę. Schober nie odszedł do żadnego klubu i w kolejnych dwóch sezonach walczył o powrót do elity i sztuka ta udała mu się z Hansą w sezonie 2006/2007. Latem odszedł jednak z klubu i wrócił do Schalke, do którego ściągnął go trener Mirko Slomka. W Schalke pełnił rolę rezerwowego dla Manuela Neuera.
| Sezon   | Klub          | Kraj   | Rozgrywki     | Mecze | Bramki |
| ------- | ------------- | ------ | ------------- | ----- | ------ |
| 1994/95 | FC Schalke 04 | Niemcy | Bundesliga    | 0     | 0      |
| 1995/96 | FC Schalke 04 | Niemcy | Bundesliga    | 0     | 0      |
| 1996/97 | FC Schalke 04 | Niemcy | Bundesliga    | 1     | 0      |
| 1997/98 | FC Schalke 04 | Niemcy | Bundesliga    | 0     | 0      |
| 1998/99 | FC Schalke 04 | Niemcy | Bundesliga    | 14    | 0      |
| 1999/00 | FC Schalke 04 | Niemcy | Bundesliga    | 10    | 0      |
| 2000/01 | Hamburger SV  | Niemcy | Bundesliga    | 3     | 0      |
| 2001/02 | Hansa Rostock | Niemcy | Bundesliga    | 22    | 0      |
| 2002/03 | Hansa Rostock | Niemcy | Bundesliga    | 34    | 0      |
| 2003/04 | Hansa Rostock | Niemcy | Bundesliga    | 33    | 0      |
| 2004/05 | Hansa Rostock | Niemcy | Bundesliga    | 34    | 0      |
| 2005/06 | Hansa Rostock | Niemcy | 2. Bundesliga | 34    | 0      |
| 2006/07 | Hansa Rostock | Niemcy | 2. Bundesliga | 34    | 0      |
| 2007/08 | FC Schalke 04 | Niemcy | Bundesliga    | 0     | 0      |
| 2008/09 | FC Schalke 04 | Niemcy | Bundesliga    | 4     | 0      |
| 2009/10 | FC Schalke 04 | Niemcy | Bundesliga    | 0     | 0      |
| 2010/11 | FC Schalke 04 | Niemcy | Bundesliga    | 0     | 0      |
| 2011/12 | FC Schalke 04 | Niemcy | Bundesliga    | 1     | 0      |